# Seegrasgewächse
Die Seegrasgewächse (Zosteraceae) sind eine kleine Pflanzenfamilie aus der Ordnung der Froschlöffelartigen (Alismatales). Die nur zwei bis vier Gattungen mit bis zu 20 Arten gedeihen als submerse Wasserpflanzen im Salzwasser in den Küstengebieten fast weltweit, aber weitgehend außerhalb der Tropen.

## Beschreibung

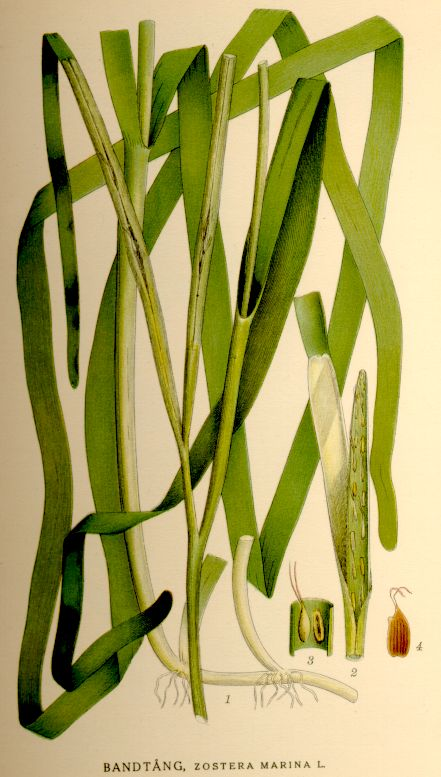
Illustration des Gewöhnlichen Seegras (Zostera marina)

### Vegetative Merkmale
Seegrasgewächse sind meist ausdauernde, selten einjährige, krautige Pflanzen, die unter Wasser (submers) wachsen und in den Küstenregionen der Meere oft teppichartig dichte Bestände bilden. Sie verankern sich im Meeresgrund durch monopodial sprossende Rhizome mit Adventivwurzeln ohne Seitenwurzeln. Da sie grasähnlich aussehen, ist für sie wie auch für manche andere in der See wachsende Arten von Froschlöffelartigen (Alismatales) der Trivialname Seegras gebräuchlich.
Die wechselständig und zweireihig angeordneten Laubblätter bestehen aus Blattscheide und Blattspreite, ohne Blattstiel. Bei den Blattscheiden können sich ihre Ränder berühren; sie sind haltbarer als die Blattspreiten und zerfallen zu Faserbündeln. Die langen, bandartigen Blattspreiten sind einfach, lineal, ganzrandig und parallelnervig ohne Netznerven. Es sind Schuppen an den Blattachseln vorhanden. Die Laubblätter besitzen ein persistentes Basalmeristem, das sie von ihrer Basis her weiter wachsen lässt. Es sind keine Stomata vorhanden.

### Generative Merkmale
Seegrasgewächse sind einhäusig (monözisch) oder zweihäusig (diözisch) getrenntgeschlechtig. Es werden seiten- oder endständige Blütenstände auf einem mehr oder weniger langen Blütenstandsschaft gebildet. Die Blütenstände besitzen den für Froschlöffelartige üblichen Aufbau: eine Blütenstandsachse (Spadix), die in einem einzelnen Hochblatt (Spatha) eingeschlossen (von ihm umgeben) sind. Der abgeflachte Spadix besitzt nur einseitig vielen Blüten. Die Blüten stehen oft über einem Vorblatt.
Die immer funktional eingeschlechtigen Blüten sind reduziert und besitzen keine Blütenhülle. Die männlichen Blüten enthalten nur ein Staubblatt und die Staubbeutel öffnen sich longitudinal. Die dreizelligen Pollenkörner besitzen keine Aperturen. Die weiblichen Blüten enthalten einen oberständigen Fruchtknoten, der aus zwei verwachsenen Fruchtblättern besteht, aber anscheinend nur aus einem Fruchtblatt besteht. Jeder Fruchtknoten enthält nur eine sitzende, hängende, orthotrope, bitegmische, pseudocrassinucellate Samenanlage. Die Bestäubung erfolgt im Wasser durch sogenannte Fadenpollen.
Es werden achänenähnliche, einsamige Nussfrüchte gebildet. Die Samen enthalten kein Endosperm, aber einen geraden Embryo mit einem Keimblatt (Kotyledone). Die häutige Samenschale (Testa) enthält keine Phytomelanine.
Die Chromosomen sind 0,9 bis 1,6 µm lang. Die Chromosomengrundzahlen betragen x = 6, 9, 10.

## Vorkommen
Die etwa 20 Arten kommen in den gemäßigten bis subtropischen Zonen weltweit verbreitet vor, doch nicht in tropisch warmem Salzwasser. Sie fehlen in der Karibik, wie auch an der Ostküste Südamerikas und den westlichen Küsten Afrikas.
Sie wachsen auf dem Meeresgrund, in den Küstengewässern auch im Tidebereich. In den Küstenregionen Ostafrikas reichen sie bis zum Kap der Guten Hoffnung und erreichen Madagaskar. Wegen der kühlen pazifischen Meeresströmung sind sie vor der chilenischen Küste Südamerikas zu finden. Bestände gibt es auch zwischen Australien und Neuseeland. Im Nordpazifik sind sie ebenso verbreitet wie im Nordatlantik; an den chinesischen Küsten kommen zwei Gattungen und sieben Arten vor, an den nordamerikanischen Küsten zwei Gattungen und fünf Arten.

## Systematik

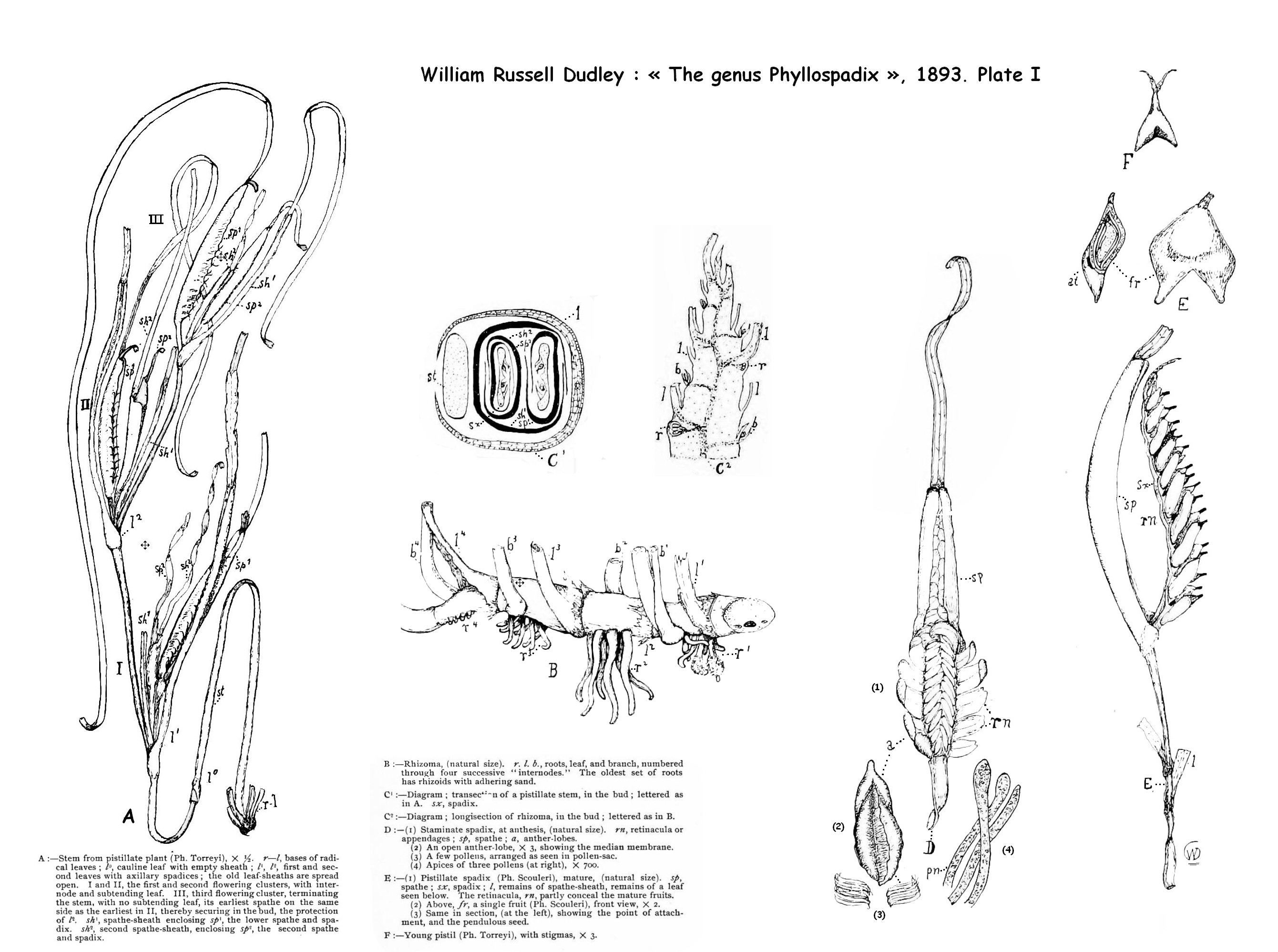
Illustration von Phyllospadix

Die Familie Zosteraceae wurde 1829 durch Barthélemy Charles Joseph Dumortier in Analyse des Familles de Plantes, S. 65–66 aufgestellt. Typusgattung ist Zostera L.
Die Familie Zosteraceae enthält nur zwei bis vier Gattungen mit 18 bis 20 Arten. Der Umfang und die Abgrenzung der Gattungen wird kontrovers diskutiert:
- Heterozostera (Setch.) Hartog (ob ihre Arten in Zostera enthalten sind, wird kontrovers diskutiert): Die ein bis vier Arten kommen an den Meeresküsten hauptsächlich der Südhalbkugel vor.[3]
- Nanozostera Toml. & Posl. (ob ihre Arten in Zostera enthalten sind, wird kontrovers diskutiert): Sie enthält bis zu vier Arten.
- Phyllospadix Hook.: Die fünf bis sechs Arten kommen an den Küsten des nördlichen Pazifik von Russlands Fernem Osten bis Japan und vom westlichen Kanada bis zum nordwestlichen Mexiko vor.[1]
- Zostera L.: Die 13 bis 16 Arten kommen an den Küsten der Nordhalbkugel (wenn s. l. auch Südhalbkugel) vor. Nach Jacobs & Les 2009 enthält sie auch die Arten der Gattungen Heterozostera sowie Zosterella und wird in drei Untergattungen gegliedert: Zostera subgen. Zostera, Zostera subgen. Heterozostera und Zostera subgen. Zosterella.